# Robert Lombardo
Robert Joseph Lombardo (ur. 4 września 1957 w Stamford, Connecticut) – amerykański duchowny katolicki, franciszkanin odnowy, biskup pomocniczy Chicago od 2020.

## Życiorys

### Młodość i prezbiterat
W 1980 wstąpił do zakonu kapucynów i w nim przyjął śluby wieczyste w 1986. Niedługo potem został współzałożycielem zgromadzenia franciszkanów odnowy. Święcenia kapłańskie przyjął 12 maja 1990 roku. Kierował zakonnymi klinikami i ośrodkami dla bezdomnych na terenie Nowego Jorku i Chicago. Od 2015 kierował też chicagowskim dekanatem III-A.

### Episkopat
11 września 2020 papież Franciszek mianował go biskupem pomocniczym Chicago ze stolicą tytularną Munatiana. Sakry biskupiej udzielił mu 13 listopada 2020 kardynał Blase Cupich.